# Khalid Amaghdour
Khalid Amaghdour – marokański zapaśnik walczący w stylu klasycznym. Brązowy medalista mistrzostw Afryki w 2022 roku.